# 马克·普菲斯特
马克·普菲斯特（德語：Marc Pfister，1989年9月26日—），瑞士、菲律宾男子冰壶运动员，2014年欧洲冰壶锦标赛男子铜牌得主、2025年亚洲冬季运动会男子金牌得主。他的弟弟恩里科同样是冰壶运动员。